# Jerozolima wyzwolona (film)
Jerozolima wyzwolona (włos. La Gerusalemme liberata) – włosko-francuski film historyczny z 1958 roku w reżyserii Carla Ludovico Bragaglii.

## Opis fabuły
Film jest adaptacją eposu rycerskiego "Jerozolima wyzwolona" Torquato Tasso. Jego tło stanowią dzieje pierwszej wyprawy krzyżowej i zdobycie Jerozolimy w 1099 roku.

## Obsada
- Francisco Rabal – Tancredi d'Altavilla
- Sylva Koscina – Clorinda
- Gianna Maria Canale – Armida
- Rik Battaglia – Rinaldo d'Este
- Philippe Hersent – Geoffrey z Bouillon
- Andrea Aureli – Argante
- Alba Arnova – Harem Dancer
- Nando Tamberlani – Pietro
- Cesare Fantoni – Aladino
- Carlo Hintermann – Dilone